# Christopher Chataway
Christopher John Chataway (Londres, 31 de enero de 1931-Londres, 19 de enero de 2014) fue un atleta especializado en carreras de medio fondo, presentador de noticias en televisión y político conservador británico.

## Carrera deportiva
Chataway fue alumno de la Sherborne School antes de trasladarse al Magdalen College, Universidad de Oxford donde sus estudios quedaron aparcados por su éxito en atletismo en carreras de larga distancia. En los Juegos Olímpicos de Helsinki 1952 logró la 5.ª posición en la final de 5000 m. Tras finalizar la Universidad, logró un puesto ejecutivo en la empresa de cerveza Guinness. De hecho, cuando al director ejecutivo de Guinness en 1951, Sir Hugh Beaver, le surgió la idea de crear el Libro Guinness de los Récords, Chataway propuso como redactores a dos amigos de la Universidad Norris y Ross McWhirter.
Chataway continuó con su carrera deportiva, y el día en que Roger Bannister bajó por primera vez de los cuatro minutos en la milla, Chris fue uno de los atletas que actuaron como liebres. En el Campeonato Europeo de 1954 logró la medalla de plata tras el soviético Vladímir Kuts. Dos semanas después, en un enfrentamiento atlético entre los equipos del Reino Unido y la Unión Soviética, Chataway batió el récord mundial de los 5000 m con un tiempo de 13 min 51.6 s. Este logro, retransmitido vía satélite, convirtió a Chataway en una auténtica celebridad, y gracias a él fue nombrado por la BBC como la personalidad deportiva del año. Tras los Juegos Olímpicos de 1956 se retiró del atletismo profesional.

## Presentador y político
Chataway utilizó su fama para dar un cambio radical a su carrera profesional, siendo contratado como presentador por la ITN. De hecho, fue el primer presentador de las noticias del nuevo canal. Sin embargo, permaneció poco en la ITN, dado que en abril de 1956 pasó a la BBC. En esta época Chataway comenzó también su carrera política, siendo elegido parlamentario en 1957, representando al partido conservador.
En su primer discurso como diputado, Chataway expresó su esperanza de que el equipo inglés de cricket rehusara participar en una gira por Sudáfrica debido a la política de apartheid existente. Este posicionamiento era muy progresista en relación con la línea seguida por su partido. En el Parlamento británico, Chataway realizó un extenso trabajo orientado hacia los refugiados, por lo que fue premiado con la medalla Nansen. Su carrera parlamentaria finalizó en 1966. Tras ello Chataway volvió al gobierno local de Londres.